# Magnus Söderström
Magnus Söderström, född den 4 november 1942 i Östersund, är en svensk professor och före detta universitetsrektor. 

## Biografi
Efter studentexamen vid Bodens högre allmänna läroverk 1961 påbörjade Söderström efter militärtjänstgöring studier vid Uppsala universitet 1964, och blev fil. kand. 1970. 
Han disputerade i pedagogik vid Uppsala universitet 1981, och utsågs till docent där 1993. 
År 1994 utnämndes han till gästprofessor vid Cranfield University i Bedford. Under perioden 1999–2003 var Söderström först rektor vid Växjö universitet och därefter 2003–2005 rektor vid Mälardalens högskola, men tvingades lämna ämbetet av hälsoskäl. Sedan 2005 är han verksam som professor i pedagogik med inriktning organisations- och professionsteori vid Mälardalens universitet.
Söderström har varit reservofficer i flygvapnet och har en grundutbildning i ekonomi vid Uppsala universitet. Han har varit verkställande direktör för Institutet för personal- och företagsutveckling (IPF). Han är en av grundarna av personalvetarutbildningen,[var?] och har genom sin forskning haft stor betydelse för professionaliseringen av arbetsplatsernas personalfunktioner.[källa behövs]
År 2010 instiftades till hans minne Magnus Söderström-priset, som delas ut årligen till en person som gjort betydande insatser för HR i Sverige. Bakom priset står Akademikerförbundet SSR, Linnéuniversitetet och Växjö kommun.
Under studietiden var han 1968–1969 förste kurator vid Norrlands nation, och därefter 1969–1970 ordförande för Uppsala studentkår.